# Солдат і цариця
«Солдат і цариця» (рос. «Солдат и царица») — радянський короткометражний художній фільм 1968 року, знятий на кіностудії «Мосфільм» за мотивами однойменної казки Андрія Платонова.

## Сюжет
Примхлива цариця, розсердившись на солдата за його посмішку, наказує всипати йому 20 палиць і так бити цілий рік. Придворний дурень, зглянувшись над солдатом, розповідає, що є у них Іван Кривий, швець, якого вже 10 років б'ють палицями і не можуть ніяк забити. Солдат, сподіваючись випитати секрет, відправляється до шевця. Але ось невдача, виявляється, немає ніякого секрету. Швець радить просто терпіти. І тут порятунок приходить звідти, звідки не чекали. Дружина шевця дивно схожа на царицю. В голові у тямущого солдата народжується блискучий план: вночі поміняти місцями двох жінок. Вранці цариця прокидається в ліжку шевця і отримує прочухана за те, що не принесла йому води. А в цей час дружина шевця ніяк не може повірити, що вона перетворилася в царицю. А спритний солдат користується ситуацією, що склалася і отримує відставку.

## У ролях
- Олег Даль —  солдат
- Катерина Васильєва —  цариця / дружина шевця
- Ігор Ясулович —  швець Іван
- Валерій Носик —  дурень
- Ігор Кашинцев —  вельможа
- Ф. Бастунопулос — співак
- Максим Максимов — мім
- Ілля Олейников — епізод
- Олег Севастьянов — скоморох

## Знімальна група
- Автор сценарію: Олексій Студзинський
- Режисер-постановник:  Віктор Титов
- Оператор-постановник:  Ігор Гелейн, Роберт Рувінов
- Художник-постановник: Галина Шабанова